# Haluträsk
Haluträsk (finska: Halujärvi) är en sjö i Esbo stad i Finland. Den ligger i landskapet Nyland, i den södra delen av landet, 22 km väster om huvudstaden Helsingfors. Halujärvi ligger 51 meter över havet. I omgivningarna runt Haluträsk växer i huvudsak barrskog. Arean är 4,8 hektar och strandlinjen är 0,91 kilometer lång. Sjön  ingår i Finska vikens kustområde. 